# 第三佈局 塵沙惑
《第三佈局 塵沙惑》（港版劇集名稱：《塵沙惑》）是由香港電視娛樂、CATCHPLAY共同出品，CATCHPLAY發行的犯罪懸疑台劇。由張榕容、莊凱勛、劉冠廷、李銘忠、魏蔓、邱士縉、歐陽倫等人主演，於2021年6月13日起，每週日晚間21:00-22:30於CATCHPLAY+、HBO與HBO GO同步上架。MyVideo於2021年11月2日全片上架。ViuTV於2021年12月20日起每週一至五晚間21:30-22:30播放。

## 播出時間
| 頻道/影音  | 所在地           | 播出日期       | 播出時間         | 备注                    |
| CATCHPLAY+ | 臺灣             | 2021年6月13日  | 每週日21：00     | 兩集連播 每星期更新兩集 |
| MyVideo    | 臺灣             | 2021年11月2日  | 一次性上架       |                         |
| HBO 頻道   | HBO Asia服務地區 | 2021年6月13日  | 每週日21：00     | 兩集連播                |
| HBO GO     | HBO Asia服務地區 | 2021年6月13日  | 每週日21：00     | 每星期更新兩集          |
| ViuTV      | 香港             | 2021年12月20日 | 每週一至五21：30 | 雙語廣播                |
| WATCHA     | 日本             | 2022年4月20日  | 一次性上架       |                         |

## 故事大綱
年輕有為的市議員楊啟逍（莊凱勛飾）接手父親旅館生意，遊走黑白兩道之間。徐梓薇（張榕容飾）是前特勤小組成員，因公受傷破格升職。一起移工脫逃案意外牽扯上分屍案，徐梓薇與菜鳥警察陳家豪（劉冠廷飾）私下調查，懷疑與毒蛇集團有關。然而上司斥責徐梓薇越權查案，將她調職去擔任楊啟逍的隨扈。沒想到兩人的命運早在3年前的一樁挾持案就陷入糾纏…宛如羅生門般的破案過程，讓所有人一步步地走入某人精心策畫的佈局中…

## 演員表

### 主要演員
| 演員          | 角色   | 簡介 | 粵語配音 | 登場集數       |
| 陳汎柔 (童年) | 徐梓薇 | 原是特勤組組員，現為新北市第三分局偵三隊小隊長 楊啟逍、陳家豪、張敬堯的摯友 調職去擔任楊啟逍的隨扈，之後展開虐心情愛糾葛 行事作風公私分明，辦案能力強，但心中對父親為殺人犯一事耿耿於懷                                  | 姜嘉蕾   | 1-3,6,11-15    |
| 張榕容 (成年) | 徐梓薇 | 原是特勤組組員，現為新北市第三分局偵三隊小隊長 楊啟逍、陳家豪、張敬堯的摯友 調職去擔任楊啟逍的隨扈，之後展開虐心情愛糾葛 行事作風公私分明，辦案能力強，但心中對父親為殺人犯一事耿耿於懷                                  | 姜嘉蕾   | 全劇           |
| 郭大睿 (童年) | 楊啟逍 | 新北市議會議員 富有理想及正義感 從養父楊耀福手中接下市議會的議席和星城旅館的經營權，希望利用議員的職務身分去消弭世間的不公不義，亦想知曉更多關於生母的事                                                                 | 張惠雯   | 3-5,7,12-13,15 |
| 莊凱勛 (成年) | 楊啟逍 | 新北市議會議員 富有理想及正義感 從養父楊耀福手中接下市議會的議席和星城旅館的經營權，希望利用議員的職務身分去消弭世間的不公不義，亦想知曉更多關於生母的事                                                                 | 郭俊廷   | 全劇           |
| 劉冠廷        | 陳家豪 | 新北市第三分局防治組組員 獨自一人在台灣生活，母親與姐姐都定居越南，因為是台越混血兒，故聽得懂也會說越南語，且非常堅持要對越南來台灣工作的人民稱呼為「移工」。 倩倩生前的男友，之後私下與妮可結識多年且保有親密的男女關係 | 簡懷甄   | 1-10           |
| 邱士縉        | 張敬堯 | 綽號史丹利，來台讀研究所的香港留學生 蘇麗珍的學生兼男友，徐梓薇的摯友兼粵語老師，妮可生前的鄰居 | 邱士縉   | 1-8,10-13      |
| 徐鈞浩 (少年) | 胡大東 | 本名金東光，新北市頭號通緝犯，也是連續分屍命案的嫌疑人之一 早年與眼鏡在偷渡碼頭相識，進而成為同夥，3年前於星城旅館裡共同挾持楊啟逍當人質，並且對時為特勤組組員的徐梓薇開槍導致她的肩膀受傷                               |          | 5,9-11,13-15   |
| 李銘忠 (成年) | 胡大東 | 本名金東光，新北市頭號通緝犯，也是連續分屍命案的嫌疑人之一 早年與眼鏡在偷渡碼頭相識，進而成為同夥，3年前於星城旅館裡共同挾持楊啟逍當人質，並且對時為特勤組組員的徐梓薇開槍導致她的肩膀受傷                               | 李家傑   | 2-6,8-15       |

### 次要演員
| 演員          | 角色   | 簡介 | 粵語配音 | 登場集數      |
| 林子熙 (少年) | 梁凱莉 | 徐梓薇的母親，徐源的妻子 來自香港，會說粵語 在自己丈夫因23年前成分屍案主嫌落網後，選擇獨自一人到香港生活。 23年前分屍案的主謀。                    | 張惠雯   | 2-3,11,13-15  |
| 林美貞 (成年) | 梁凱莉 | 徐梓薇的母親，徐源的妻子 來自香港，會說粵語 在自己丈夫因23年前成分屍案主嫌落網後，選擇獨自一人到香港生活。 23年前分屍案的主謀。                    | 張惠雯   | 14-15         |
| 黃志瑋        | 徐源   | 徐梓薇的父親，梁凱莉的丈夫 被認定為23年前分屍命案的主嫌                                                                                            | 何家裕   | 2,5,11-15     |
| 丁芷妍 (童年) | 妮可   | 本名呂蕙如，從事特種行業 陳家豪的線人兼性交易對象 連續分屍命案的受害人之一                                                                         | 石梓晴   | 1             |
| 黃薇渟 (成年) | 妮可   | 本名呂蕙如，從事特種行業 陳家豪的線人兼性交易對象 連續分屍命案的受害人之一                                                                         | 石梓晴   | 1,2-3(照片),9 |
| 歐陽倫        | 林明杰 | 黃麗的獨生子，父親是新加坡富商 成天遊手好閒的紈絝子弟，經常在夜店及摩鐵出沒，喜愛召妓且有吸毒的前科，擅長背誦法律條文自保 連續分屍命案的嫌疑人之一 | 張振熙   | 1-9           |
| 范瑞君        | 黃麗   | 新北地檢署主任檢察官 與黃宏岳之間關係匪淺，對獨生子有著過分的溺愛，不惜為他暗中干涉警方辦案的司法程序                                              | 黃鳳英   | 2-5,7-10,12   |
| 王自強        | 黃宏岳 | 原是特勤組組長，現為新北市第三分局分局長 和徐梓薇共事多年，因此深得她的敬重及信任；與黃麗之間關係匪淺，會利用分局長的職務身分為她包庇林明傑的犯行  | 陳力航   | 1-10.13       |
| 曾珮瑜        | 蘇麗珍 | 香港英文補教名師，張敬堯的老師兼女友 |          | 4-5,10-13     |
| 魏 蔓         | 倩倩   | 從事特種行業 陳家豪的前女友 3年前分屍命案的受害人                                                                                                  | 張惠雯   | 2,5-9         |
| 喜 翔         | 楊耀福 | 前新北市議員，現為新北市政府市政顧問 楊啟逍的養父，人稱老議員，黑道背景出身，已將市議會的議席和星城旅館的經營權交由養子接棒                        | 陳啟熾   | 7-8,12-14     |

### 其他演員
| 演員          | 角色         | 簡介 | 粵語配音 | 登場集數            |
| 孫 綻         | 黎昌文       | 越南移工 連續分屍命案的嫌疑人之一 |          | 2-3,7,9             |
| 范姜泰基      | 范哥         | 楊啟逍的議員辦公室主任 跟隨楊家多年，對議員父子忠心耿耿，一心一意只想拉抬楊啟逍的選情                                                | 陳啟熾   | 1-8,10-13           |
| 胡皓翔        | 阿勛         | 楊啟逍的幕僚 |          | 1-4,6-8,10-13       |
| 唐在揚        | 林議員       | 與楊啟逍同個競選區的資深議員 對楊家充滿敵意，意圖使楊啟逍的選情被負面輿論所影響（監製友情客串）                                      |          | 3,7                 |
| 左鳳翔        | 防治組長     | 新北市第三分局防治組組長 為人傲慢、自負，對部屬陳家豪特別不友善                                                                      | 周倚天   | 1,4-5               |
| 廖宥鈞        | 組長外甥     | 新北市第三分局防治組組長的外甥，佳佳的前經紀人                                                                                       |          | 4-5                 |
| 簡漢宗        | 偵查隊長     | 新北市第三分局偵查隊隊長 為人輕浮、怕事，對部屬徐梓薇的行事作風看不順眼，但對不同單位的陳家豪頗為照顧                                | 高瀚章   | 1,3-6,8,11,13-14    |
| 施柏全        | 老李         | 新北市第三分局偵三隊資深隊員 | 馮瀚輝   | 1-2,4-8,10-11,13-14 |
| 朱 葒         | 大目／歐陽虹 | 新北市第三分局偵三隊小隊員 | 楊婉潼   | 1-8,10-15           |
| 李國強        | 排骨         | 新北市第三分局偵三隊小隊員 | 鄧燦陽   | 1-8,10-15           |
| 蔡哲文 (少年) | 胡志偉       | 綽號眼鏡，胡大東的同夥 早年與胡大東在偷渡碼頭相識，進而成為同夥，3年前於星城旅館裡共同挾持楊啟逍當人質，在逃離過程中不慎被徐梓薇擊斃 |          | 10,13               |
| 凱 爾 (成年)  | 胡志偉       | 綽號眼鏡，胡大東的同夥 早年與胡大東在偷渡碼頭相識，進而成為同夥，3年前於星城旅館裡共同挾持楊啟逍當人質，在逃離過程中不慎被徐梓薇擊斃 | 周倚天   | 2,4,8-10,13         |
| 黃湘婷        | 王雅芝       | 楊啟逍的生母 從事特種行業 | 石梓晴   | 4-5,7,10,12-14      |
| 蔡旻翰        | 妮可姐夫     | 悅來鄉卡拉OK店的老闆，私下經營特種行業，妮可名義上的姐夫 陳家豪的合作對象                                                            | 何家裕   | 2-4,7-9             |
| 陳秋柳        | 妮可姐姐     | 悅來鄉卡拉OK店的老闆娘，私下經營特種行業，妮可名義上的姐姐                                                                           | 黃鳳英   | 1,3,9(影片)         |
| 林詩雅        | 佳佳         | 本名英秀，從事特種行業 家中有個姐姐，曾到星城旅館向議員楊啟逍陳情過 連續分屍命案的受害人之一                                         |          | 4-5,10,13           |
| 毛希哲        | 洪克明       | 張敬堯的研究所同學，某間上市公司老闆的私生子 連續分屍命案的嫌疑人之一                                                                |          | 7,10,12-13          |

### 客串演員
| 演員   | 角色        | 簡介                                                                        | 粵語配音 | 登場集數 |
| 傅靖瑜 |             | 旅館聯誼                                                                    |          | 1        |
| 劉昌翰 | 林忠炎      | 新北市警察局局長 為部屬黃宏岳升遷轄下第三分局分局長一事頻遭議員楊啟逍的質疑 | 何偉誠   | 1-3      |
| 黃開得 | 記者阿德    | 政治線記者長期與議員楊啟逍有往來                                            |          | 1-2      |
| 羅宏任 | 湯先生      | 房仲業務                                                                    |          | 3        |
| 林嘉威 | 803號房嫖客 | 假嫖真竊，在和倩倩進行性交易的過程中企圖偷走她的錢包，被倩倩與家豪識破。    | 周倚天   | 5        |

## 軼事
- 為配合劇集拍攝，此劇演員之一莊凱勛曾親身經歷市議員工作、了解市議會運作，亦曾在協調會內參與其中。[4][5]
- 此劇為影響原創影視[註 1]製作的首部電視劇作品。[6]
- 此劇為張榕容相隔8年後，再度參演之電視劇。[7]
- 雖然此劇由香港電視娛樂出品，但直至同年12月中本劇才被安排在旗下的香港免費電視頻道ViuTV首播。
- 此劇於ViuTV播出時設有雙語廣播，第一聲道為粵語配音，第二聲道為國語原聲，故本劇為ViuTV是第二部提供雙語廣播的自製劇集，而此劇亦沒有製作特輯。
- 由於本劇原聲對白牽涉國語、台語、客家話及粵語，故本劇在ViuTV播出時的粵語對白配音部分用字將會經過修改使其符合粵語語境。

## 記事
- 2020年7月24日：該劇正式開鏡。
- 2020年7月29日：影響原創影視舉行記者會，公佈該劇在內三部影視作品計畫。[4][8]
- 2020年8月底：ViuTV於2020年「香港國際影視展」上公佈本劇在內的六套新劇資料與劇照，當時預計該劇會於同年第四季拍攝完畢，並於翌年首播。
- 2020年10月26日：正式殺青。
- 2021年6月9日：監製唐在揚、導演洪伯豪及三位主角張榕容、莊凱勛及劉冠廷出席線上記者會[9]

## 電視劇歌曲
| 曲別   | 歌名 | 演唱者         | 作詞   | 作曲   | 备注 |
| 主題曲 | 糾纏 | 楊乃文、柳應廷 | 葛大為 | 王雙駿 |      |

## 收視率

### 台灣
| 集數 | 首播日期       | HBO收視率 | 標題         | 備註 |
| 1    | 2021年6月13日  | 0.34      | 妮可         |      |
| 2    | 2021年6月13日  | 0.57      | 舊傷口       |      |
| 3    | 2021年6月20日  | 0.76      | 槍擊案       |      |
| 4    | 2021年6月20日  | 1.07      | 三年前       |      |
| 5    | 2021年6月27日  | 1.07      | 英雄         |      |
| 6    | 2021年6月27日  | 1.12      | 秘密         |      |
| 7    | 2021年7月4日   | 1.07      | 綁架         |      |
| 8    | 2021年7月4日   | 1.35      | 霧裡的真相     |      |
| 9    | 2021年7月11日  | 沒有資料  | 仇恨的反噬   | NaN  |
| 10   | 2021年7月11日  | 沒有資料  | 被害的加害者 | NaN  |
| 11   | 2021年7月18日  | 沒有資料  | 秘戀         | NaN  |
| 12   | 2021年7月18日  | 沒有資料  | 以愛之名     | NaN  |
| 13   | 2021年7月25日  | 沒有資料  | 惡魔的糾纏   | NaN  |
| 14   | 2021年7月25日  | 沒有資料  | 記憶/回憶    | NaN  |
| 15   | 2021年8月1日   | 沒有資料  | 對不起       | NaN  |
|      | 首播平均收視率 |           |              |      |

1. 由AC尼爾森調查，調查範圍是四歲以上收看電視之觀眾。
2. 資料來源：台灣-偶像劇場

### 香港
| 集數   | 日期                           | 電視直播收視 | 備註   |
| 1－5   | 2021年12月20日－2021年12月24日 | 2.6點        | [ 10 ] |
| 6－9   | 2021年12月27日－2021年12月30日 | 2.0點        | [ 11 ] |
| 10－14 | 2022年1月3日－2022年1月7日     | 2.2點        | [ 12 ] |
| 15     | 2022年1月8日                   | 2.6點        | [ 12 ] |

## 備註
1. ↑  該公司由台灣文化內容策進院及威望國際旗下Catchplay共同投資。

## 外部連結
- 官方网站－ViuTV
- 官方网站－MakerVille
- YouTube上的《第三佈局 塵沙惑》片尾曲 -《糾纏》MV
- 《第三佈局 塵沙惑》Stanley 率先解惑！最鍾意同佢做對手戲？的Facebook專頁
- 《第三佈局 塵沙惑》Stanley 親身解構角色！呢一場戲演技大爆發？的Facebook專頁
- 豆瓣电影上《第三佈局 塵沙惑》的資料 （简体中文）

## 電視節目的變遷
| HBO Asia 每週日 21:00－22:30 2021年8月1日 21:00－21:50 | HBO Asia 每週日 21:00－22:30 2021年8月1日 21:00－21:50 | HBO Asia 每週日 21:00－22:30 2021年8月1日 21:00－21:50 |
| ------------------------------------------------------ | ------------------------------------------------------ | ------------------------------------------------------ |
|                                                        | 第三佈局 麈沙惑 （2021年6月13日－2021年8月1日）        |                                                        |
| 玩命關頭：特別行動 （2021年6月6日）                    | 野蠻遊戲：全面晉級 （2021年8月8日）                    |                                                        |

| 香港 ViuTV 星期一至五 21:30－22:30 · 2021年12月31日 暫停播映         | 香港 ViuTV 星期一至五 21:30－22:30 · 2021年12月31日 暫停播映 | 香港 ViuTV 星期一至五 21:30－22:30 · 2021年12月31日 暫停播映     |
| -------------------------------------------------------------------- | ------------------------------------------------------------ | ---------------------------------------------------------------- |
|                                                                      | 塵沙惑 （第1－14集） （2021年12月20日－2022年1月7日）        |                                                                  |
| 全民造星IV（常規播放，非戲劇節目） （2021年11月1日－2021年12月17日） | IT狗 （2022年1月10日－2022年2月4日）                         |                                                                  |
| 香港 ViuTV 星期六 21:30－22:30                                       |                                                              |                                                                  |
| 2021年度叱咤樂壇流行榜頒獎典禮 （2022年1月1日）（20:00－00:20）      | 塵沙惑（大結局） （第15集） （2022年1月8日）                 | 週六好戲勢：陰陽路之我在你左右 （2022年1月15日）（20:30－22:45） |